# 林頓 (中土大陸)
在托爾金的小說裡，林頓（Lindon）是中土大陸西北伊瑞德隆（Ered Luin）以西的地名。這是大陸的極西地區，隆恩灣（Gulf of Lune）將林頓分為佛林頓（Forlindon）北林頓及哈靈頓（Harlindon）南林頓。
林頓這地名在第一紀元時已存在，綠精靈定居於歐西瑞安（Ossiriand）後，始被稱為林頓。林頓解作「歌詠者之地」，這是因為帖勒瑞族（Teleri）優美的嗓音。
林頓是第一紀元末憤怒之戰（War of Wrath）後貝爾蘭（Beleriand）毀壞後的殘存之地，貝爾蘭的其他土地在戰爭中受到破壞和下沉。但這也並非完全正確，有跡象顯示在努曼諾爾（Numenor）淪亡前，林頓較第三紀元時的林頓更大。
第二紀元初，許多貝爾蘭精靈重新在林頓聚居，林頓受吉爾加拉德（Gil-galad）統治。諾多精靈（Noldor）多聚居於佛林頓，辛達族精靈（Sindar）則聚居於哈靈頓。他們在隆恩灣共同建造了米斯龍德（Mithlond），許多精靈從這裡離開，前往維林諾（Valinor）。林頓是第二紀元兩個諾多精靈王國的其中一個（另一個是伊瑞詹），直至吉爾加拉德在最後聯盟戰役中被索倫（Sauron）所殺。自此以後，大部分諾多精靈離開中土大陸，林頓人口減少，由吉爾加拉德的副官統治。辛達精靈造船者瑟丹（Círdan）繼續為離開中土大陸的精靈打造船隻。第三紀元末，多數林頓居民都居於灰港岸附近，其餘則沿著隆恩灣聚居。第四紀元，林頓、绿叶森林（Eryn Lasgalen）、瑞文戴爾（Rivendell）及羅斯洛立安（Lothlórien）是中土大陸精靈的最後居所。在這時，有移民從東方來到米斯龍德居住。並非所有精靈也離開中土大陸，在一些托爾金文獻中指出，即使大量人口流失，第四紀元初的精靈人口約有900000人，但是精靈的撤離依然活躍，精靈人口降至50000人。瑟丹似乎也留在米斯龍德，直至第四紀元約300年，可見精靈的部落仍然持續了一段時間。